# Răcășdia (gmina)
Gmina Răcășdia – gmina w okręgu Caraș-Severin w zachodniej Rumunii. Zamieszkuje ją 1976 osób. W skład gminy wchodzą dwie miejscowości Răcășdia i Vrăniuț. 